# Foča
Foča (em sérvio:  Фоча, pronúncia em servo-croata: pronunciada [fôtʃa]) é uma cidade e município localizado na Republika Srpska, no sudeste da Bósnia e Herzegovina, às margens do rio Drina. Em 2013, a cidade tinha uma população de 12.234 habitantes, enquanto o município tinha 18.288 habitantes.
Foča abriga algumas faculdades (incluindo a Faculdade Teológica Médica e Ortodoxa de São Basílio de Ostrog) da Universidade Istočno Sarajevo. É também a sede do "Seminário de São Pedro de Sarajevo e Dabar-Bosna", um dos sete seminários da Igreja Ortodoxa Sérvia. Foča também foi, até 1992, sede de uma das escolas secundárias islâmicas mais importantes da Bósnia, a Madraça de Mehmed Pasha Kukavica. O Parque Nacional Sutjeska, que é o Parque Nacional mais antigo da Bósnia e Herzegovina, está localizado no município.

## História

### Medieval
A cidade era conhecida como Hotča durante a época medieval. Era então conhecido como um centro comercial na rota entre Ragusa (atual Dubrovnik) e Constantinopla (atual Istambul, Turquia). Ao lado do resto de Gornje Podrinje, Foča fez parte do Império Sérvio até 1376, quando foi anexada ao Reino da Bósnia sob Rei Tordácato I. Após a morte de Tordácato I, a cidade foi governada pelos duques de Hum, principalmente Herzog Stjepan. Foča foi a sede do sanjaco de Herzegovina do Império Otomano estabelecido em 1470, e serviu como tal até 1572, quando a sede foi transferida para Pljevlja.

### Segunda Guerra Mundial

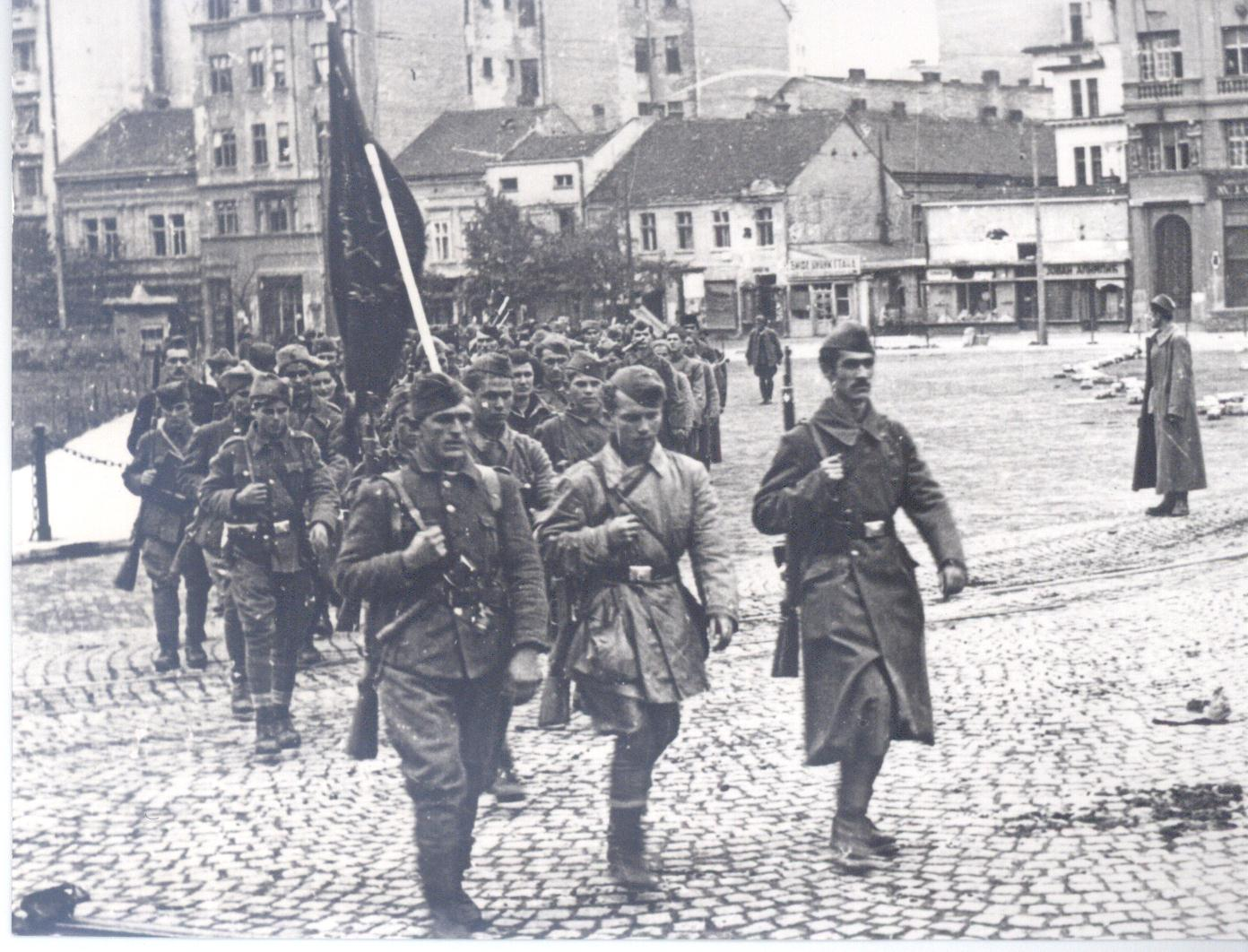
Jovens cidadãos de Foča entrando em Belgrado como parte dos Partidários Iugoslavos

Em 1941, os Ustaše mataram os líderes sérvios em Foča. Entre dezembro de 1941 e janeiro de 1942, mais de dois mil civis bosníacos foram mortos em Foča pelos Chetniks como ato de vingança pela repressão sobre os sérvios por soldados muçulmanos nas fileiras dos Ustaše. Além disso, os Chetniks atacaram Ustaše e Foča em agosto de 1942.
Em 13 de fevereiro de 1943, Pavle Đurišić relatou a Draža Mihailović as ações empreendidas pelos Chetniks nos distritos de Foča, Pljevlja e Čajniče: "Todas as aldeias muçulmanas nos três distritos mencionados foram totalmente queimadas, de modo que nem uma única casa permaneceu inteira. Todas as propriedades foram destruídas, exceto gado, milho e sene."

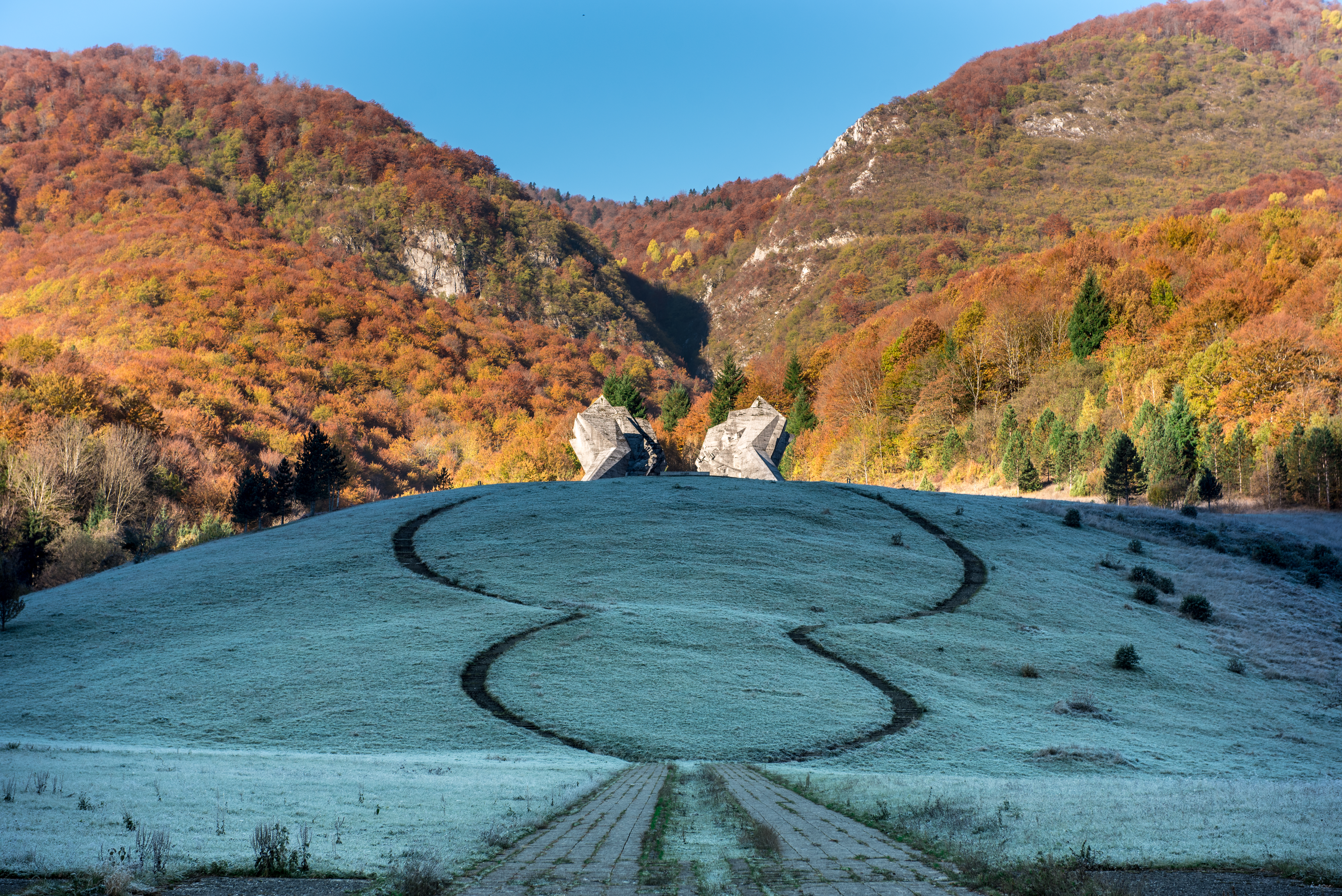
Tjentište, vale dos heróis, dedicado aos combatentes e vítimas da Segunda Guerra Mundial

Na operação Chetnik as perdas “foram 22 mortos, dos quais 2 em acidentes, e 32 feridos. Entre os muçulmanos, cerca de 1.200 combatentes e até alguns milhares de vítimas civis de ambas as nacionalidades”. Đurišić disse que o que restou da população muçulmana fugiu e que foram tomadas medidas para evitar o seu regresso. O município também é palco da lendária Batalha de Sutjeska entre os guerrilheiros iugoslavos de Tito e o exército alemão. Um monumento aos guerrilheiros mortos na batalha foi erguido na aldeia de Tjentište.

### Guerra da Bósnia
Em 1992, no início da Guerra da Bósnia, a cidade caiu sob o controle do Exército da Republika Srpska. De 7 de abril de 1992 a janeiro de 1994, as forças militares, policiais e paramilitares sérvias decretaram uma campanha de limpeza étnica na área de Foča contra civis bosníacos. Segundo uma estimativa, cerca de 21.000 não-sérvios deixaram Foča depois de julho de 1992.  A maioria dos que conseguiram escapar foram assentados na cidade de Rožaje, em Montenegro, até o fim da guerra. Apenas cerca de 10 muçulmanos permaneceram no final do conflito. Treze mesquitas, incluindo a Mesquita Aladža, foram destruídas e os 22.500 muçulmanos que constituíam a maioria dos habitantes fugiram. Os juízes do Tribunal determinaram, sem sombra de dúvida razoável, que o objetivo da campanha sérvia em Foča era, entre outros, "limpar a área de Foča dos muçulmanos" e concluíram que "para esse fim, a campanha foi bem-sucedida.

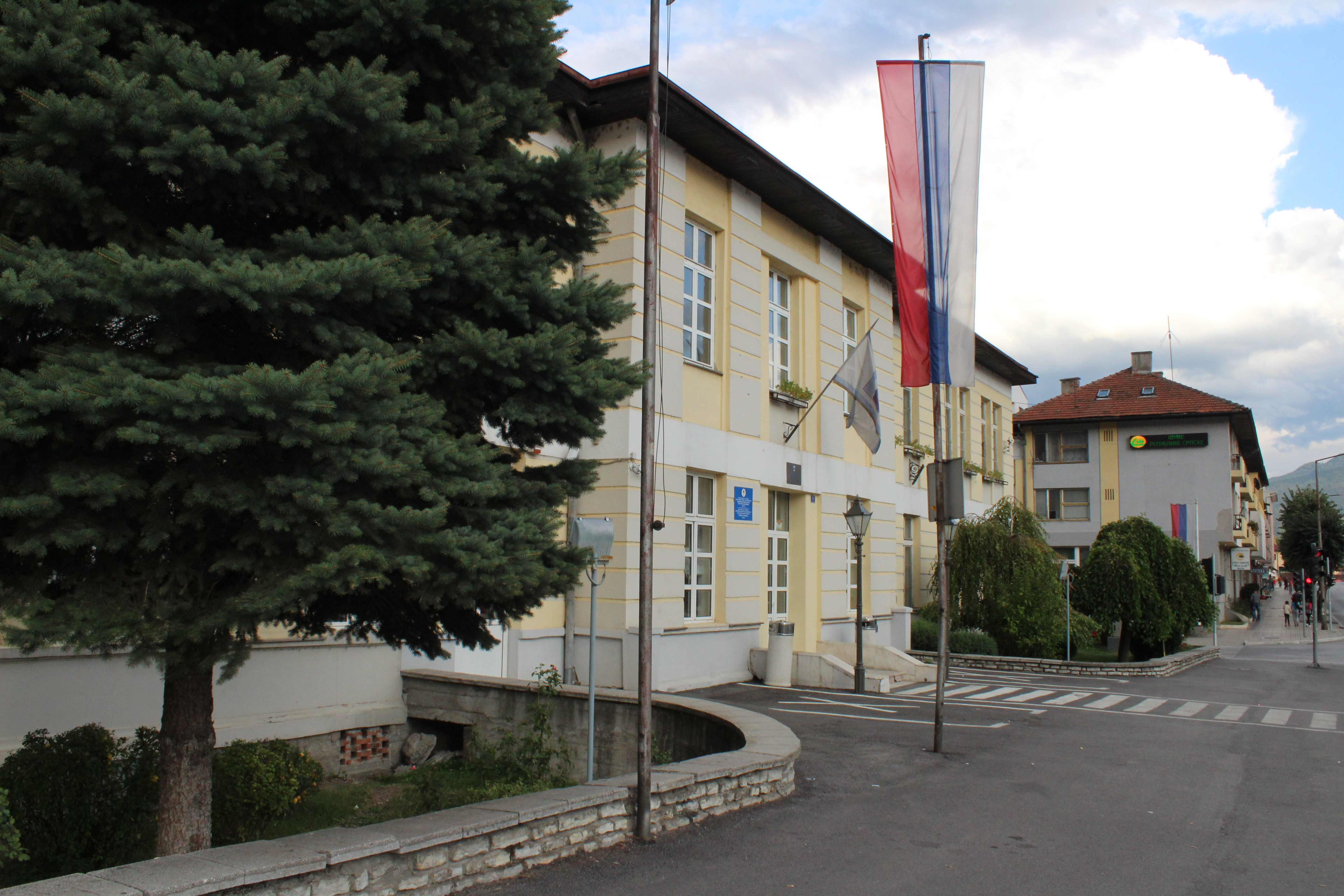
Prédio da assembleia municipal

Em numerosos veredictos, o Tribunal Penal Internacional para a ex-Iugoslávia (TPIJ) decidiu que a limpeza étnica, os assassinatos, os estupros em massa e a destruição deliberada de propriedades e locais culturais da Bósnia constituíam crimes contra a humanidade. Segundo o Centro de Investigação e Documentação (IDC), 2.707 pessoas foram mortas ou desapareceram no município de Foča durante a guerra. Entre eles estavam 1.513 civis bósnios e 155 civis sérvios. Além disso, as autoridades sérvias da Bósnia criaram campos de violação nos quais centenas de mulheres foram violadas. Numerosos oficiais, soldados e outros participantes sérvios nos massacres de Foča foram acusados e condenados por crimes de guerra pelo TPIJ.

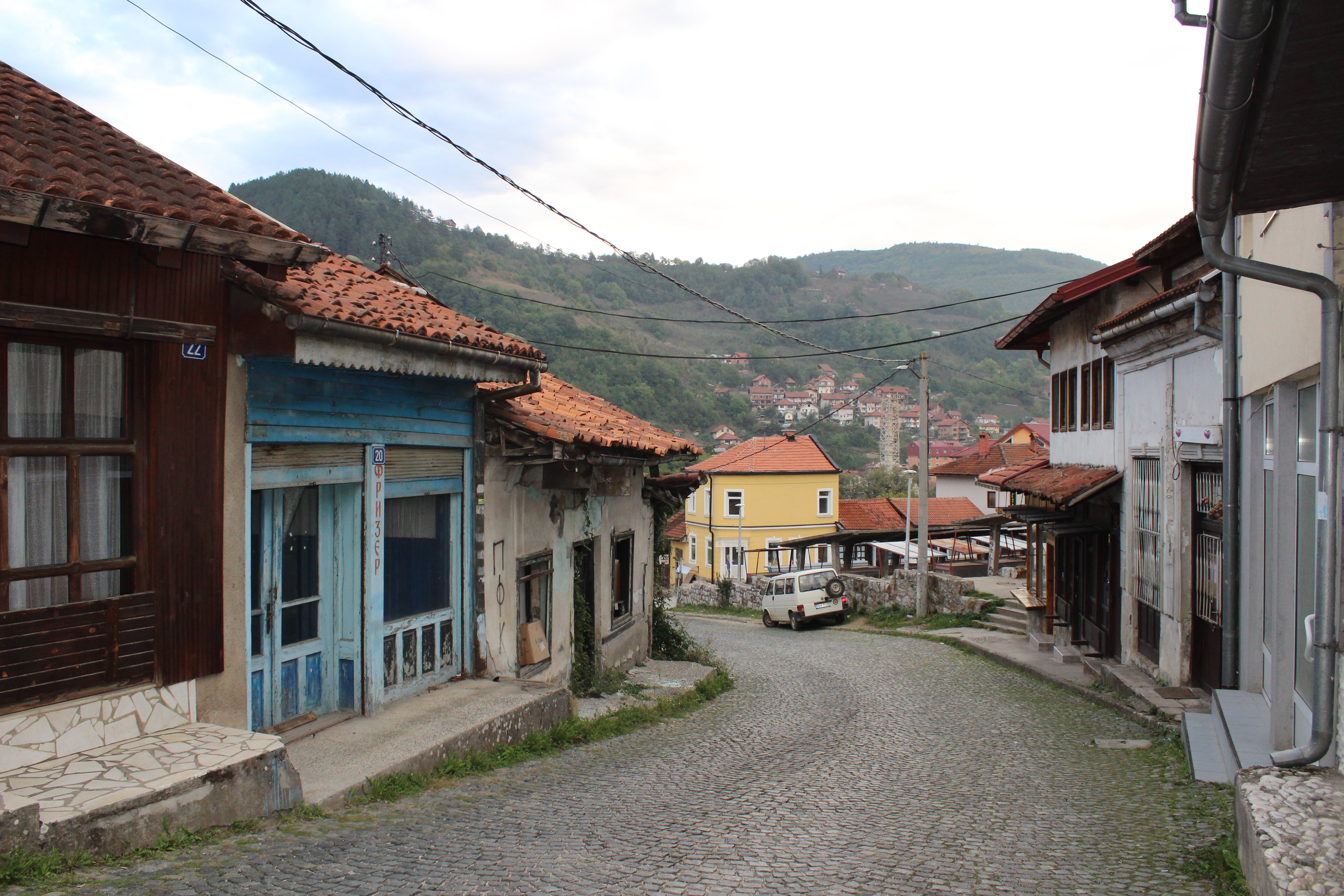
Parte antiga da cidade

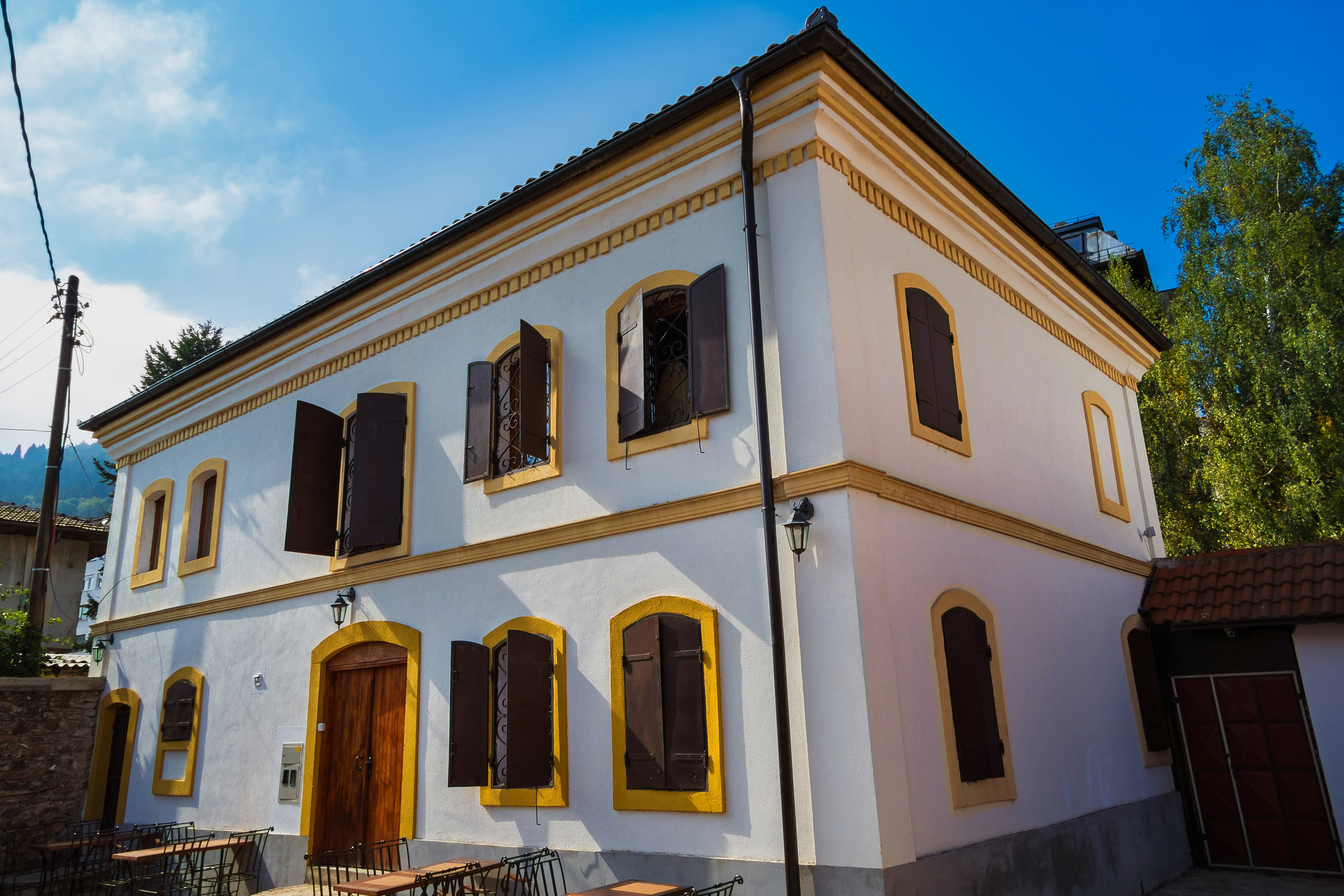
Casa Hadživuković, construída no século XIX

### Período pós-guerra
Em 1995, o Acordo de Dayton criou um corredor territorial ligando a outrora sitiada cidade de Goražde à entidade da Federação; como consequência, a parte norte de Foča foi separada para criar o município de Foča-Ustikolina. Antes disso, em 1994, a cidade etnicamente limpa foi renomeada como Srbinje (em sérvio:  Србиње), "lugar dos sérvios". Em 2004, o Tribunal Constitucional da Bósnia e Herzegovina declarou a mudança de nome inconstitucional e reverteu-a para Foča.
Desde a guerra, cerca de 4.000 bósnios regressaram às suas casas em Foča e várias mesquitas foram reconstruídas. Isto ocorreu em grande parte devido à administração de Zdravko Krsmanović, que foi prefeito de 2004 a 2012. Nas eleições de 2012, porém, Krsmanović foi derrotado e um novo prefeito, Radisav Mašić, foi eleito com o apoio dos partidos SDS e SNSD.
A Mesquita Aladža foi reconstruída em 2014 e reaberta em maio de 2019.
Em Outubro de 2004, membros da Associação de Mulheres Vítimas de Guerra (Udruzenje Žene-Žrtve Rata) tentaram colocar uma placa em frente ao pavilhão desportivo do Partizan (também utilizado em 1992 como campo de violação) para comemorar os crimes que ali ocorreram. Cerca de 300 sérvios bósnios, incluindo membros da Associação dos Prisioneiros de Guerra da Republika Srpska, impediram a afixação da placa.
O pavilhão desportivo do Partizan foi reconstruído pelo PNUD, com financiamento da UE, na sequência de uma selecção do conselho municipal de Foča, também com a participação de representantes eleitos dos repatriados locais.
Em 2018 e 2019, a associação de vítimas de guerra tem comemorado a violação como arma de guerra, reunindo-se em frente à Casa de Karaman em Miljevina e ao pavilhão desportivo Partizan em Foča no Dia Internacional para a Eliminação da Violência Sexual em Conflitos (19 Junho).
Em 2021, um memorial ao perpetrador condenado do massacre de Srebrenica, Ratko Mladić, foi pintado perto de uma escola na cidade.

## Assentamentos

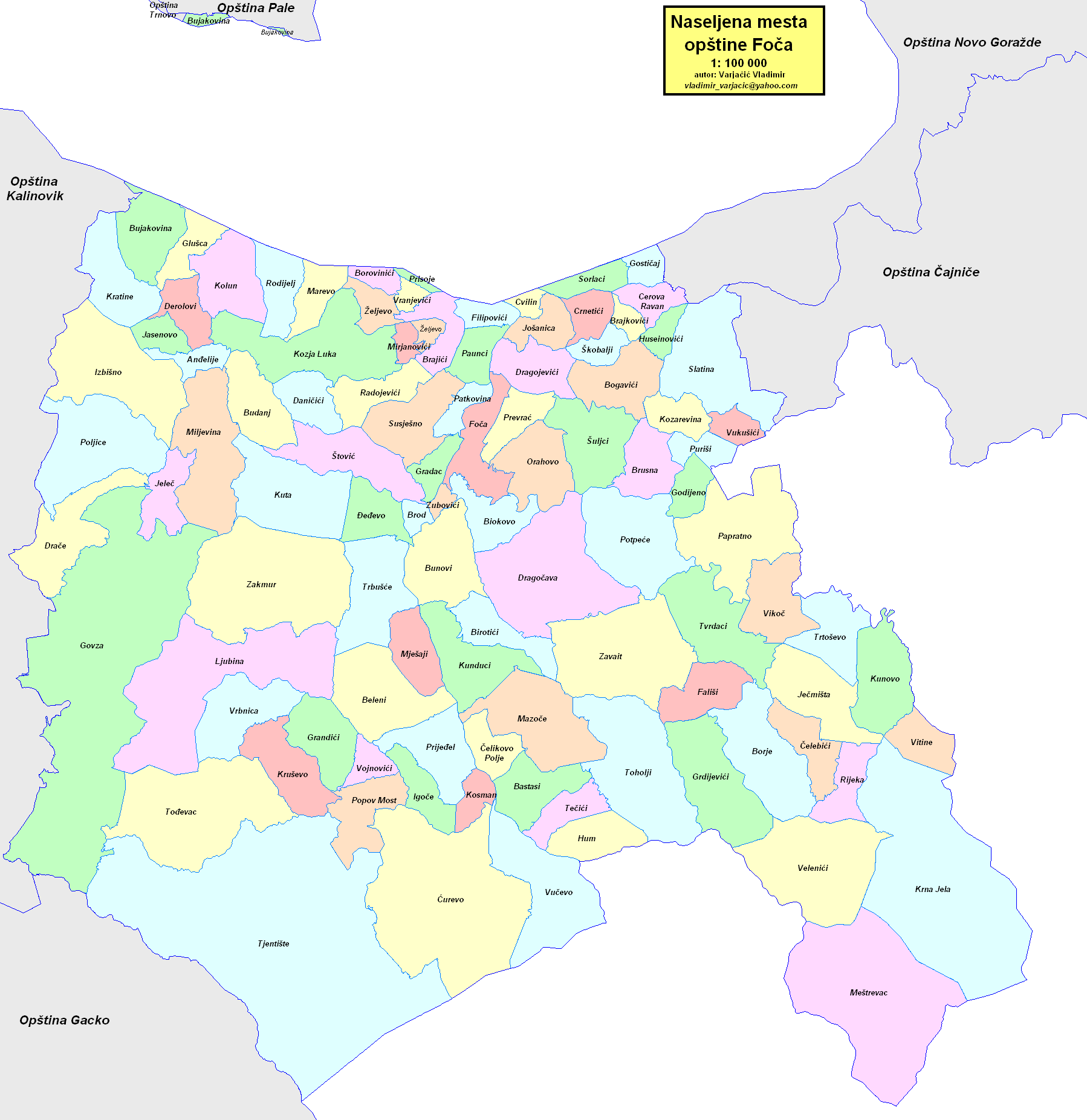
Assentamentos dentro de Foča

Após a Guerra da Bósnia, a área Norte do Município de Foča foi separada e incorporada ao Município de Foča-Ustikolina, localizado na Federação da Bósnia e Herzegovina. A maioria da sua população são bosníacos.
Além da cidade de Foča, o município inclui os seguintes assentamentos:
- Anđelije
- Bastasi
- Bavčići
- Beleni
- Bešlići
- Biokovo
- Birotići
- Bogavići
- Borje
- Borovinići
- Brajići
- Brajkovići, Foča
- Brod
- Brusna
- Budanj
- Bujakovina
- Bunčići
- Bunovi
- Cerova Ravan
- Crnetići
- Cvilin
- Čelebići
- Čelikovo Polje
- Ćurevo
- Daničići
- Derolovi
- Donje Žešće
- Drače
- Dragočava
- Dragojevići
- Đeđevo
- Fališi
- Filipovići
- Glušca
- Godijeno
- Gostičaj
- Govza
- Gradac
- Grandići
- Grdijevići
- Hum
- Huseinovići
- Igoče
- Izbišno
- Jasenovo
- Ječmišta
- Jeleč
- Jošanica
- Kolakovići
- Kolun
- Kosman
- Kozarevina
- Kozja Luka
- Kratine
- Krna Jela
- Kruševo
- Kunduci
- Kunovo
- Kuta
- Lokve
- Ljubina
- Marevo
- Mazlina
- Mazoče
- Meštrevac
- Miljevina
- Mirjanovići
- Mješaji
- Mravljača
- Njuhe
- Orahovo
- Papratno
- Patkovina
- Paunci
- Petojevići
- Podgrađe
- Poljice
- Popov Most
- Potpeće
- Previla
- Prevrać
- Prijeđel
- Prisoje
- Puriši
- Račići
- Radojevići
- Rijeka
- Rodijelj
- Slatina
- Slavičići
- Stojkovići
- Sorlaci
- Susješno
- Škobalji
- Štović
- Šuljci
- Tečići
- Tjentište
- Tođevac
- Toholji
- Trbušće
- Trtoševo
- Tvrdaci
- Ustikolina
- Velenići
- Vikoč
- Vitine
- Vojnovići
- Vranjevići
- Vrbnica
- Vučevo
- Vukušići
- Zabor
- Zakmur
- Zavait
- Zebina Šuma
- Zubovići
- Željevo

## Demografia

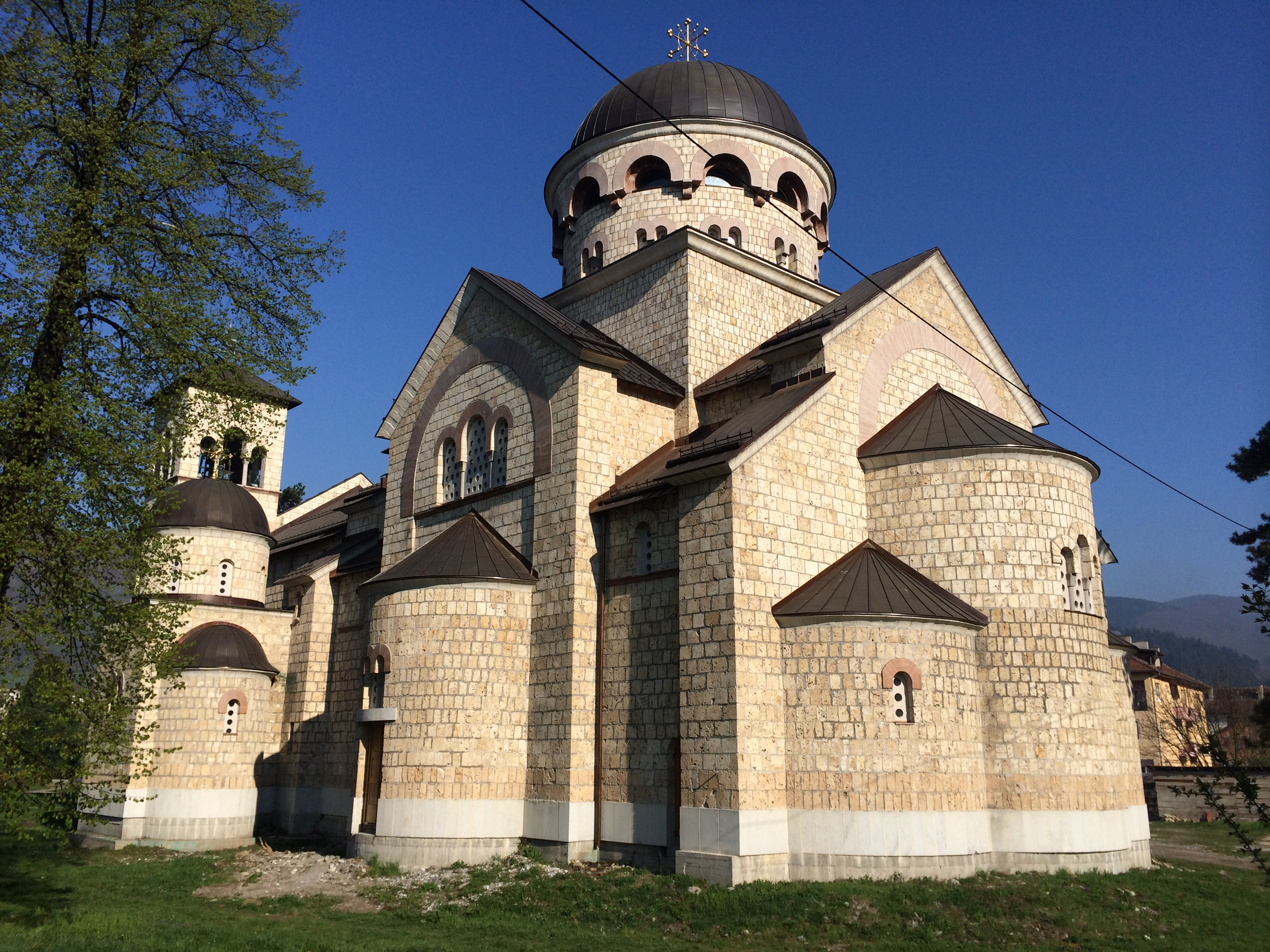
Igreja Ortodoxa Sérvia de São Sava

### População
| População dos assentamentos – município de Foča | População dos assentamentos – município de Foča | População dos assentamentos – município de Foča | População dos assentamentos – município de Foča | População dos assentamentos – município de Foča | População dos assentamentos – município de Foča | População dos assentamentos – município de Foča | População dos assentamentos – município de Foča | População dos assentamentos – município de Foča |
| ----------------------------------------------- | ----------------------------------------------- | ----------------------------------------------- | ----------------------------------------------- | ----------------------------------------------- | ----------------------------------------------- | ----------------------------------------------- | ----------------------------------------------- | ----------------------------------------------- |
|                                                 | Povoado                                         | 1948.                                           | 1953.                                           | 1961.                                           | 1971.                                           | 1981.                                           | 1991.                                           | 2013.                                           |
|                                                 | Total                                           | 39.171                                          | 39.178                                          | 47.173                                          | 48.741                                          | 44.661                                          | 35.389                                          | 18.288                                          |
| 1                                               | Brod                                            |                                                 |                                                 |                                                 |                                                 |                                                 | 600                                             | 371                                             |
| 2                                               | Đeđevo                                          |                                                 |                                                 |                                                 |                                                 |                                                 | 504                                             | 323                                             |
| 3                                               | Foca                                            |                                                 |                                                 | 6.763                                           | 9.257                                           | 11.530                                          | 14.335                                          | 11.237                                          |
| 4                                               | Miljevina                                       |                                                 |                                                 |                                                 |                                                 |                                                 | 1.763                                           | 973                                             |
| 5                                               | Orahovo                                         |                                                 |                                                 |                                                 |                                                 |                                                 | 308                                             | 326                                             |
| 6                                               | Patkovina                                       |                                                 |                                                 |                                                 |                                                 |                                                 | 600                                             | 298                                             |
| 7                                               | Prévrać                                         |                                                 |                                                 |                                                 |                                                 |                                                 | 426                                             | 203                                             |
| 8                                               | Štović                                          |                                                 |                                                 |                                                 |                                                 |                                                 | 458                                             | 201                                             |
| 9                                               | Trbušće                                         |                                                 |                                                 |                                                 |                                                 |                                                 | 544                                             | 207                                             |

### Composição étnica
|               | 2013.           | 1991.           | 1981.           | 1971.          |
| Total         | 11.237 (100,0%) | 14.335 (100,0%) | 11.530 (100,0%) | 9.257 (100,0%) |
| Sérvios       | 10.939 (97,3%)  | 7.901 (55,12%)  | 5.663 (49,12%)  | 4.148 (44,81%) |
| Bósnios       | 83 (0,7%)       | 5.526 (38,55%)  | 4.414 (38,28%)  | 4.309 (46,55%) |
| Outros        | 178 (1,6%)      | 522 (3.641%)    | 49 (0,425%)     | 77 (0,832%)    |
| Iugoslavos    |                 | 312 (2.176%)    | 677 (5.872%)    | 50 (0,540%)    |
| Croatas       | 37 (0,3%)       | 74 (0,516%)     | 87 (0,755%)     | 152 (1.642%)   |
| Montenegrinos |                 |                 | 632 (5.481%)    | 514 (5.553%)   |
| Albaneses     |                 |                 | 8 (0,069%)      | 7 (0,076%)     |

|               | 2013.           | 1991.           | 1981.           | 1971.           |
| Total         | 18.288 (100,0%) | 35.389 (100,0%) | 44.661 (100,0%) | 48.741 (100,0%) |
| Sérvios       | 16.739 (91,53%) | 18.315 (45,21%) | 18.908 (42,34%) | 21.458 (44,02%) |
| Bósnios       | 1.270 (6.944%)  | 20.790 (51,32%) | 23.316 (52,21%) | 25.766 (52,86%) |
| Outros        | 224 (1.225%)    | 851 (2.101%)    | 148 (0,331%)    | 164 (0,336%)    |
| Croatas       | 55 (0,301%)     | 94 (0,232%)     | 141 (0,316%)    | 218 (0,447%)    |
| Iugoslavos    |                 | 463 (1.143%)    | 1.156 (2.588%)  | 102 (0,209%)    |
| Montenegrinos |                 |                 | 947 (2.120%)    | 990 (2.031%)    |
| Albaneses     |                 |                 | 20 (0,045%)     | 13 (0,027%)     |
| Eslovenos     |                 |                 | 10 (0,022%)     | 15 (0,031%)     |
| Ciganos       |                 |                 | 8 (0,018%)      |                 |
| Macedônios    |                 |                 | 7 (0,016%)      | 15 (0,031%)     |

## Economia

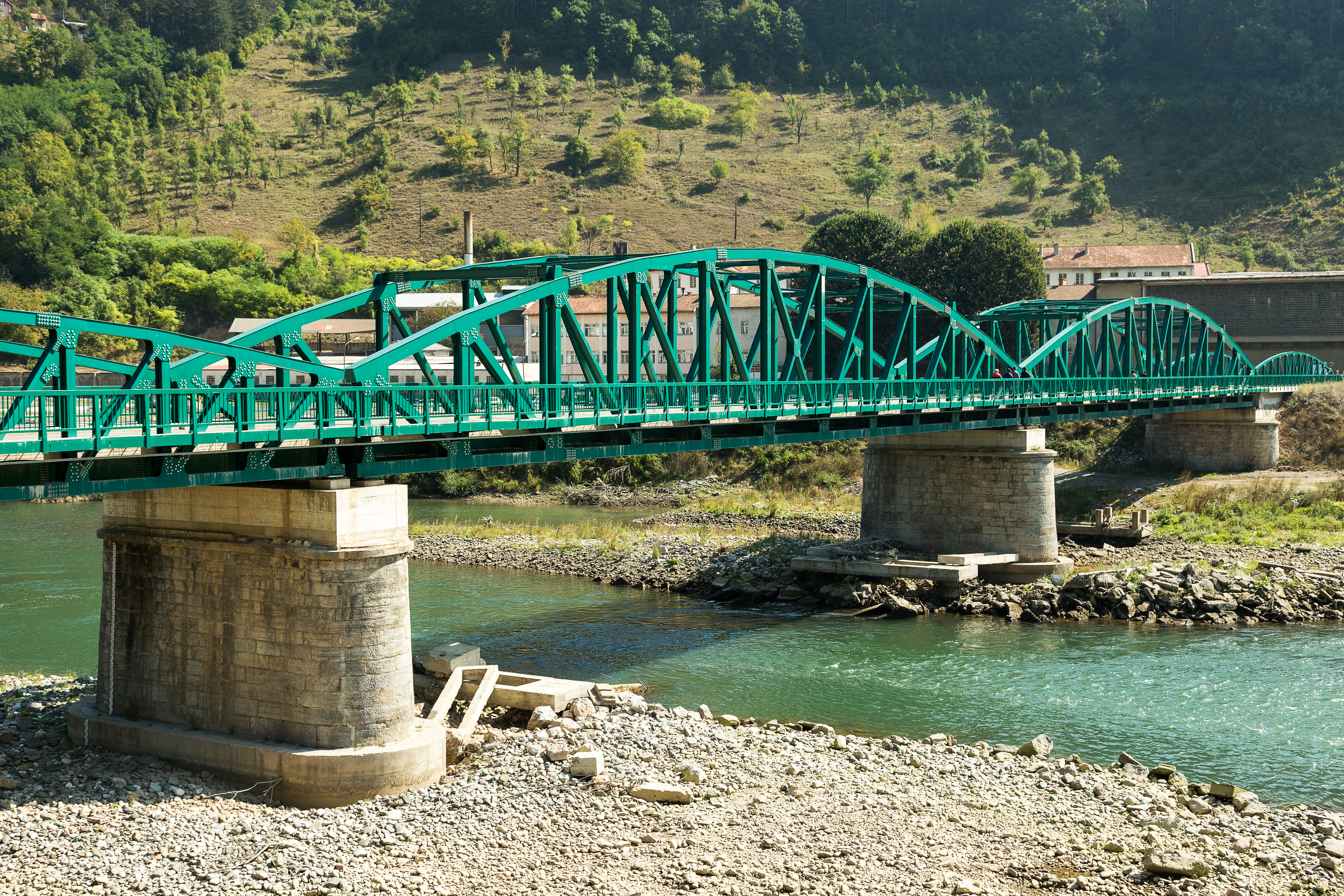
Ponte de ferro Príncipe Karl, construída no final do século XIX

A tabela a seguir dá uma prévia do número total de pessoas cadastradas empregadas em pessoas jurídicas por sua atividade principal (em 2018): 
| Atividade                                                                         | Total |
| --------------------------------------------------------------------------------- | ----- |
| Agricultura, silvicultura e pesca                                                 | 280   |
| Mineração e pedreiras                                                             | 40    |
| Fabricação                                                                        | 188   |
| Fornecimento de electricidade, gás, vapor e ar condicionado                       | 70    |
| Abastecimento de água; atividades de esgoto, gestão de resíduos e remediação      | 84    |
| Construção                                                                        | 124   |
| Comércio atacadista e varejista, reparação de veículos automotores e motocicletas | 375   |
| Transporte e armazenamento                                                        | 158   |
| Alojamento e serviços de alimentação                                              | 184   |
| Informação e comunicação                                                          | 53    |
| Atividades financeiras e de seguros                                               | 58    |
| Atividades imobiliárias                                                           | -     |
| Atividades profissionais, científicas e técnicas                                  | 48    |
| Atividades administrativas e de serviços de apoio                                 | 9     |
| Administração pública e defesa; segurança social obrigatória                      | 647   |
| Educação                                                                          | 467   |
| Atividades de saúde humana e serviço social                                       | 619   |
| Artes, entretenimento e recreação                                                 | 138   |
| Outras atividades de serviço                                                      | 46    |
| Total                                                                             | 3.588 |

## Cultura

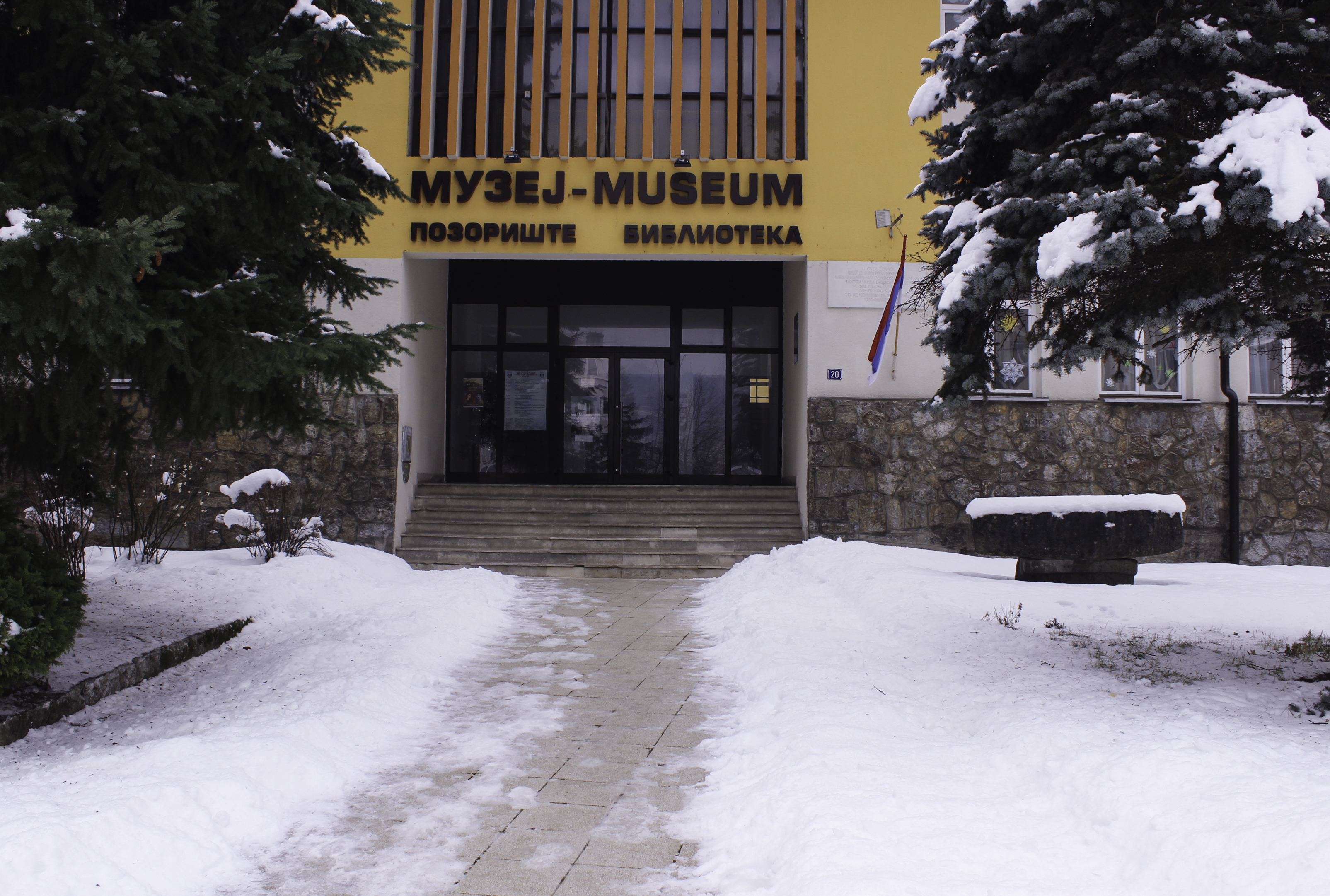
Museu da antiga Herzegovina

O Museu da Velha Herzegovina e o teatro da cidade estão localizados em Foča.

## Cidades-irmãs
Foča está geminada com:
- Kragujevac[23]
- Nikšić[24]

## Pessoas notáveis
- Rade Krunic, jogador de futebol
- Aida Hadžialić, política na Suécia